# Cavan, Côtes-d'Armor
Cavan (bretonska: Kawan) är en kommun i departementet Côtes-d'Armor i regionen Bretagne i nordvästra Frankrike. Kommunen ligger i kantonen La Roche-Derrien som tillhör arrondissementet Lannion. År 2022 hade Cavan 1 548 invånare.

## Befolkningsutveckling
Antalet invånare i kommunen Cavan
Referens:INSEE